# Vendin-lès-Béthune
Vendin-lès-Béthune – miejscowość i gmina we Francji, w regionie Hauts-de-France, w departamencie Pas-de-Calais.
Według danych na rok 1990 gminę zamieszkiwało 2450 osób, a gęstość zaludnienia wynosiła 675 osób/km² (wśród 1549 gmin regionu Nord-Pas-de-Calais Vendin-lès-Béthune plasuje się na 322. miejscu pod względem liczby ludności, natomiast pod względem powierzchni na miejscu 794.).